# 4 Minutes
"4 Minutes" (hay còn được biết đến là "4 Minutes to Save the World") là một bài hát của nghệ sĩ thu âm người Mỹ Madonna hợp tác với ca sĩ người Mỹ Justin Timberlake và nhà sản xuất người Mỹ Timbaland nằm trong album phòng thu thứ mười một của cô, Hard Candy (2008). Nó được phát hành vào ngày 17 tháng 3 năm 2008 như là đĩa đơn đầu tiên trích từ album bởi Warner Bros. Records. Bài hát được đồng viết lời bởi cả ba nghệ sĩ với Danja, trong khi phần sản xuất được đảm nhiệm bởi Timbaland, Timberlake và Danja. Đây là một bản dance-pop mang phong cách của urban và hip hop với nội dung đề cập đến việc bảo vệ môi trường sống và "tận hưởng khoảng thời gian vui vẻ khi làm điều đó". Theo Madonna, "4 Minutes" được lấy cảm hứng từ chuyến thăm của Madonna đến châu Phi và sự đau khổ của cô khi chứng kiến hoàn cảnh khó khăn của những con người nơi đây, và là cơ sở quan trọng để nữ ca sĩ thực hiện bộ phim tài liệu năm 2008 I Am Because We Are. Bài hát được thu âm tại Sarm West Studios ở Luân Đôn, trong khi quá trình phối khí của nó được hoàn thiện tại phòng thu The Hit Factory ở thành phố New York, trong đó kết hợp những giai điệu bhangra đặc trưng của Timbaland và nhiều âm thanh khác nhau như tiếng kèn, tiếng sương mù và tiếng chuông.
Sau khi phát hành, "4 Minutes" nhận được những đánh giá đa phần là tích cực từ các nhà phê bình âm nhạc, trong đó họ đánh giá cao quá trình sản xuất và gọi đây là "một bản dance bận rộn", cũng như so sánh phần âm nhạc của nó với âm thanh của một ban nhạc diễu hành. Tuy nhiên, nhiều chuyên gia cũng cho rằng vai trò của Madonna đã bị Timberlake và Timbaland lấn át khá nhiều, và cô giống như một nghệ sĩ góp giọng trong bài hát của chính mình. Tuy nhiên, "4 Minutes" đã gặt hái những thành công ngoài sức tưởng tượng về mặt thương mại với việc đứng đầu các bảng xếp hạng ở hơn 21 quốc gia, bao gồm nhiều thị trường lớn như Úc, Bỉ, Canada, Đan Mạch, Phần Lan, Đức, Ireland, Ý, Hà Lan, Na Uy, Tây Ban Nha và Vương quốc Anh, và lọt vào top 10 ở tất cả những quốc gia nó xuất hiện, trong đó vươn đến top 5 ở Áo, Pháp, Nhật Bản, New Zealand, Ba Lan và Thụy Điển. Tại Hoa Kỳ, bài hát đạt vị trí thứ ba trên bảng xếp hạng Billboard Hot 100, trở thành đĩa đơn thứ 37 của Madonna, thứ chín của Timberlake và thứ năm của Timbaland lọt vào top 10 tại đây, đồng thời là đĩa đơn có thứ hạng cao nhất của nữ ca sĩ kể từ đĩa đơn năm 2000 "Music". Ngoài ra, nó cũng giúp Madonna phá vỡ thành tích của Elvis Presley và trở thành Nghệ sĩ hát đơn có nhiều bản hit top 10 nhất trong lịch sử bảng xếp hạng, và là đĩa đơn nhạc số bán chạy nhất của cô tại đây với hơn ba triệu bản.
Video ca nhạc cho "4 Minutes" được đạo diễn bởi Jonas & François, trong đó Madonna và Timberlake cùng trình diễn bài hát và chạy trốn khỏi một màn hình đen đang cố gắng nuốt chửng mọi thứ xung quanh họ, xen kẽ với những hình ảnh hai ca sĩ nhảy múa trước một màn hình có thời gian đang thay đổi. Nó đã liên tục nhận được nhiều lượt yêu cầu phát sóng trên những kênh truyền hình âm nhạc như MTV và VH1, cũng như gặt hái một đề cử tại giải Video âm nhạc của MTV năm 2008 ở hạng mục Vũ đạo trong video xuất sắc nhất. Để quảng bá bài hát, Madonna đã trình diễn "4 Minutes" trong những buổi diễn tuyên truyền cho Hard Candy cũng như chuyến lưu diễn Sticky & Sweet Tour (2008-2009), trong đó Timberlake và Timbaland xuất hiện trên màn hình video và hát phần của mình. Kể từ khi phát hành, "4 Minutes" đã gặt hái nhiều giải thưởng và đề cử tại những lễ trao giải lớn, bao gồm hai đề cử giải Grammy cho Hợp tác giọng pop xuất sắc nhất và Thu âm phối lại xuất sắc nhất, Bán cổ điển tại lễ trao giải thường niên lần thứ 51. Ngoài ra, nó cũng được hát lại và sử dụng làm nhạc mẫu bởi một số nghệ sĩ, trong đó nổi bật nhất là phiên bản hát lại từ dàn diễn viên của Glee trong tập phim tôn vinh những tác phẩm của Madonna "The Power of Madonna" và đạt vị trí thứ 70 trên bảng xếp hạng Billboard Hot 100.

## Danh sách bài hát
| - Đĩa CD tại Vương quốc Anh #1 1. "4 Minutes" (bản album) – 4:04 2. "4 Minutes" (Bob Sinclar Space Funk phối lại) – 5:39 - Đĩa CD tại Vương quốc Anh #2 / CD maxi tại Úc và Đức 1. "4 Minutes" (bản album) – 4:04 2. "4 Minutes" (Bob Sinclar Space Funk phối lại) – 5:39 3. "4 Minutes" (Junkie XL phối lại) – 6:16 - Đĩa 12" tại Vương quốc Anh 1. "4 Minutes" (chỉnh sửa) – 3:10 2. "4 Minutes" (Bob Sinclar Space Funk chỉnh sửa) – 4:57 3. "4 Minutes" (Junkie XL phối lại chỉnh sửa) – 4:39 4. "4 Minutes" (Tracy Young House Radio) – 3:33 | - Đĩa CD maxi tại Hoa Kỳ và châu Âu 1. "4 Minutes" (Bob Sinclar Space Funk phối lại) – 5:39 2. "4 Minutes" (Junkie XL phối lại) – 6:16 3. "4 Minutes" (Tracy Young House phối) – 7:55 4. "4 Minutes" (Peter Saves Paris phối lại) – 8:52 5. "4 Minutes" (Rebirth phối lại) – 7:57 6. "4 Minutes" (Junkie XL Dirty Dub) – 4:52 - Đĩa 12" tại Mỹ 1. "4 Minutes" (Bob Sinclar Space Funk phối lại) – 5:39 2. "4 Minutes" (Peter Saves Paris phối lại) – 8:52 3. "4 Minutes" (Tracy Young House phối) – 7:55 4. "4 Minutes" (Junkie XL Dirty Dub) – 4:52 5. "4 Minutes" (bản album) – 4:04 6. "4 Minutes" (Rebirth phối lại) – 7:57 7. "4 Minutes" (Junkie XL phối lại) – 6:16 |

## Xếp hạng
| Bảng xếp hạng (2008)                 | Vị trí cao nhất |
| ------------------------------------ | --------------- |
| Úc (ARIA)                            | 1               |
| Áo (Ö3 Austria Top 40)               | 2               |
| Bỉ (Ultratop 50 Flanders)            | 1               |
| Bỉ (Ultratop 50 Wallonia)            | 1               |
| Canada (Canadian Hot 100)            | 1               |
| Cộng hòa Séc (Rádio Top 100)         | 4               |
| Đan Mạch (Tracklisten)               | 1               |
| Châu Âu (European Hot 100 Singles)   | 4               |
| Phần Lan (Suomen virallinen lista)   | 1               |
| Pháp (SNEP)                          | 2               |
| Đức (Official German Charts)         | 1               |
| Hy Lạp (Billboard)                   | 1               |
| Hungary (Rádiós Top 40)              | 4               |
| Hungary (Dance Top 40)               | 7               |
| Ireland (IRMA)                       | 1               |
| Ý (FIMI)                             | 1               |
| Nhật Bản (Japan Hot 100)             | 3               |
| Hà Lan (Dutch Top 40)                | 1               |
| Hà Lan (Single Top 100)              | 1               |
| New Zealand (Recorded Music NZ)      | 3               |
| Na Uy (VG-lista)                     | 1               |
| Ba Lan (ZPAV)                        | 3               |
| Bồ Đào Nha (Billboard)               | 1               |
| Romania (Romanian Top 100)           | 1               |
| Scotland (OCC)                       | 1               |
| Slovakia (Rádio Top 100)             | 2               |
| Tây Ban Nha (PROMUSICAE)             | 1               |
| Thụy Điển (Sverigetopplistan)        | 2               |
| Thụy Sĩ (Schweizer Hitparade)        | 1               |
| Anh Quốc (OCC)                       | 1               |
| Hoa Kỳ Billboard Hot 100             | 3               |
| Hoa Kỳ Adult Pop Airplay (Billboard) | 20              |
| Hoa Kỳ Dance Club Songs (Billboard)  | 1               |
| Hoa Kỳ Pop Airplay (Billboard)       | 5               |
| Hoa Kỳ Rhythmic (Billboard)          | 28              |
| Venezuela (Record Report)            | 1               |

| Bảng xếp hạng (2008)                 | Vị trí |
| ------------------------------------ | ------ |
| Australia (ARIA)                     | 15     |
| Austria (Ö3 Austria Top 75)          | 11     |
| Belgium (Ultratop 50 Flanders)       | 3      |
| Belgium (Ultratop 40 Wallonia)       | 13     |
| Canada (Canadian Hot 100)            | 4      |
| Europe (European Hot 100 Singles)    | 5      |
| Finland (Suomen virallinen lista)    | 2      |
| France (SNEP)                        | 14     |
| Germany (Official German Charts)     | 9      |
| Hungary (Rádiós Top 40)              | 13     |
| Hungary (Dance Top 40)               | 67     |
| Ireland (IRMA)                       | 11     |
| Italy (FIMI)                         | 9      |
| Japan (Japan Hot 100)                | 24     |
| Netherlands (Dutch Top 40)           | 11     |
| Netherlands (Single Top 100)         | 4      |
| New Zealand (Recorded Music NZ)      | 31     |
| Norway (VG-lista)                    | 4      |
| Spain (PROMUSICAE)                   | 18     |
| Sweden (Sverigetopplistan)           | 3      |
| Switzerland (Schweizer Hitparade)    | 6      |
| UK Singles (Official Charts Company) | 9      |
| US Billboard Hot 100                 | 23     |
| US Hot Dance Club Songs (Billboard)  | 24     |
| US Pop Songs (Billboard)             | 33     |
| Bảng xếp hạng (2009)                 | Vị trí |
| Finland (Suomen virallinen lista)    | 3      |
| Hungary (Rádiós Top 40)              | 138    |
| Bảng xếp hạng (2010)                 | Vị trí |
| Finland (Suomen virallinen lista)    | 10     |

| Bảng xếp hạng (2000–09)    | Vị trí |
| -------------------------- | ------ |
| Australia (ARIA)           | 77     |
| Netherlands (Dutch Top 40) | 82     |

## Chứng nhận
| Quốc gia                                                                           | Chứng nhận  | Số đơn vị/doanh số chứng nhận |
| ---------------------------------------------------------------------------------- | ----------- | ----------------------------- |
| Úc (ARIA)                                                                          | Bạch kim    | 70.000^                       |
| Bỉ (BEA)                                                                           | Vàng        | 0*                            |
| Brasil (Pro-Música Brasil)                                                         | Bạch kim    | 100,000*                      |
| Đan Mạch (IFPI Đan Mạch)                                                           | 2× Bạch kim | 30.000^                       |
| Phần Lan (Musiikkituottajat)                                                       | Bạch kim    | 16,799                        |
| Đức (BVMI)                                                                         | Bạch kim    | 500.000^                      |
| Nhật Bản (RIAJ)                                                                    | Vàng        | 0^                            |
| México (AMPROFON) Nhạc chuông                                                      | 2× Vàng     | 60,000*                       |
| New Zealand (RMNZ)                                                                 | Vàng        | 7.500*                        |
| Na Uy (IFPI)                                                                       | 3× Bạch kim | 30.000*                       |
| Tây Ban Nha (PROMUSICAE)                                                           | 2× Bạch kim | 50.000^                       |
| Thụy Điển (GLF)                                                                    | Vàng        | 10.000^                       |
| Anh Quốc (BPI)                                                                     | Vàng        | 575,000                       |
| Hoa Kỳ (RIAA)                                                                      | 2× Bạch kim | 3,100,000                     |
| * Chứng nhận dựa theo doanh số tiêu thụ. ^ Chứng nhận dựa theo doanh số nhập hàng. |             |                               |

## Lịch sử phát hành
| Khu vực        | Ngày                | Định dạng                  | Nguồn         |
| -------------- | ------------------- | -------------------------- | ------------- |
| Hoa Kỳ         | 25 tháng 3 năm 2008 | Tải kĩ thuật số            | [ 90 ]        |
| Đức            | 11 tháng 4 năm 2008 | CD                         | [ 91 ]        |
| Pháp           | 14 tháng 4 năm 2008 | Đĩa đơn maxi               | [ 92 ]        |
| Úc             | 18 tháng 4 năm 2008 | Tải kĩ thuật số (Phối lại) | [ 93 ]        |
| Vương quốc Anh | 21 tháng 4 năm 2008 | CD                         | [ 94 ]        |
| Hoa Kỳ         | 11 tháng 8 năm 2009 | Tải kĩ thuật số (Phối lại) | [ 95 ] [ 96 ] |